# Тээлинский сумон
Тээлинский сумон — административно-территориальная единица (сумон) и муниципальное образование со статусом сельского поселения (сумон Тээли) в Бай-Тайгинском кожууне Тывы Российской Федерации.
Административный центр и единственный населённый пункт сумона — село Тээли.

## Население
| 2017 | 2018  |
| ---- | ----- |
| 3251 | ↘3192 |